# Jorge Coke González
Jorge Gustavo González Torres (Santiago, Chile; 9 de agosto de 1984), más conocido como Coke González, es un periodista chileno que actualmente se desempeña como jefe de prensa del club de fútbol andorrano Inter Club d'Escaldes.

## Trayectoria
Nació en Providencia, Santiago de Chile. Realizó sus estudios de enseñanza media en el Instituto Nacional. Es egresado y titulado como periodista de la Escuela de Periodismo de la Universidad de Chile.
Su primer trabajo en medios de comunicación fue en 2004 en la Radio Nacional, en el programa "Más Deporte" como reportero.
Un año más tarde, llegó a la sección deportes de Chilevisión Noticias, del departamento de prensa de Chilevisión. Además de reportero, desde 2008 fue uno de los presentadores del bloque deportivo.
En el año 2011 llegó al CDF para integrarse a CDF Noticias como reportero y uno de los conductores del programa. También colaboró con el programa internacional "World of Football". En 2013 asumió como editor general, cargo que ocupó por tres años. 
Fue además jefe de prensa de las selecciones nacionales de hockey patín en varias oportunidades. Estuvo presente en varios campeonatos mundiales y continentales. De hecho, fue el encargado de comunicaciones del Campeonato mundial de hockey sobre patines femenino de 2016, realizado en la ciudad chilena de Iquique.
Coke además escribió el único libro sobre hockey patín en Chile: "Marcianitas campeonas: la gran gesta del hockey patín chileno", editado por el Centro de Estudios del Deporte (CEDEP). Durante 2011 y hasta 2013 se sumó a Radio Sport Chile como comentarista y presentador del programa "Hasta el Coke", en el que interactuaba con sus radioescuchas a través de Twitter.
En 2016 decidió radicarse en Andorra. Tras un breve comienzo como encargado de prensa del Unió Esportiva Sant Julià, posteriormente se incorporó como jefe de prensa del Inter Club d'Escaldes, club en el que progresivamente ha adquirido responsabilidades como Team Manager y la tienda virtual. En 2020 además se desempeñó dentro del área de comunicaciones del MoraBanc Andorra, equipo andorrano que compite en la Liga ACB española y como jefe de prensa del Fútbol Club Andorra, de la tercera categoría del fútbol español.

## Vida personal
Coke González estuvo casado con Patricia Oliva hasta su separación en 2015 luego de dos años de matrimonio. Habla cuatro idiomas: castellano, inglés, portugués y catalán.